# Alberto Armeni
Alberto Armeni (Parma, 14 settembre 1944) è un compositore di scacchi italiano.
Il suo primo problema di scacchi risale al 1975, pubblicato dalla rivista "Scacco!". Da allora ha composto circa 2000 problemi, ottenendo 331 riconoscimenti, tra premi e distinzioni.
Una sua composizione è stata inserita negli Album FIDE (2004-2006).
Nei primi anni da problemista si è dedicato in prevalenza ai diretti in due mosse, passando in seguito anche agli aiutomatti e agli automatti e ai problemi fairy.
Ha partecipato ai tornei di soluzione, vincendo i Campionati Italiani negli anni 1986 - 1987 - 1989 - 1991.
Nel gioco a tavolino ha conseguito il titolo di Candidato Maestro nel 2006. Nel 2011 ha inoltre ottenuto il titolo di Maestro Nazionale della composizione, assegnato dall'API (Associazione Problemistica Italiana).

## Riferimenti
1. 1 2 3 4 5   Galleria Compositori Italiani, su www.bestproblems.it. URL consultato il 9 agosto 2025.
2. ↑   Accademia del Problema - Home Page, su www.accademiadelproblema.org. URL consultato il 9 agosto 2025.